# Orquestra de Filadélfia
A Orquestra da Filadélfia é uma orquestra sinfônica baseada em Filadélfia, Pensilvânia, nos Estados Unidos. É uma das orquestras conhecidas como "Big Five", fundada em 1900. A residência da orquestra é o Kimmel Center for the Performing Arts, onde apresenta aproximadamente 130 concertos, no Verizon Hall. De 1900 a 2001, a orquestra apresentou-se na Academia de Música. A orquestra apresenta-se anualmente no Carnegie Hall.
Desde 2008 o Maestro Chefe da orquestra é Charles Dutoit. Wolfgang Sawallisch foi o Diretor Musical de 1993 a 2003, sento o atual Maestro Laureado. Yannick Nézet-Séguin é o Diretor Musical Designado da orquestra desde junho de 2010, com um contrato que vai até a temporada de 2012/3.

## História

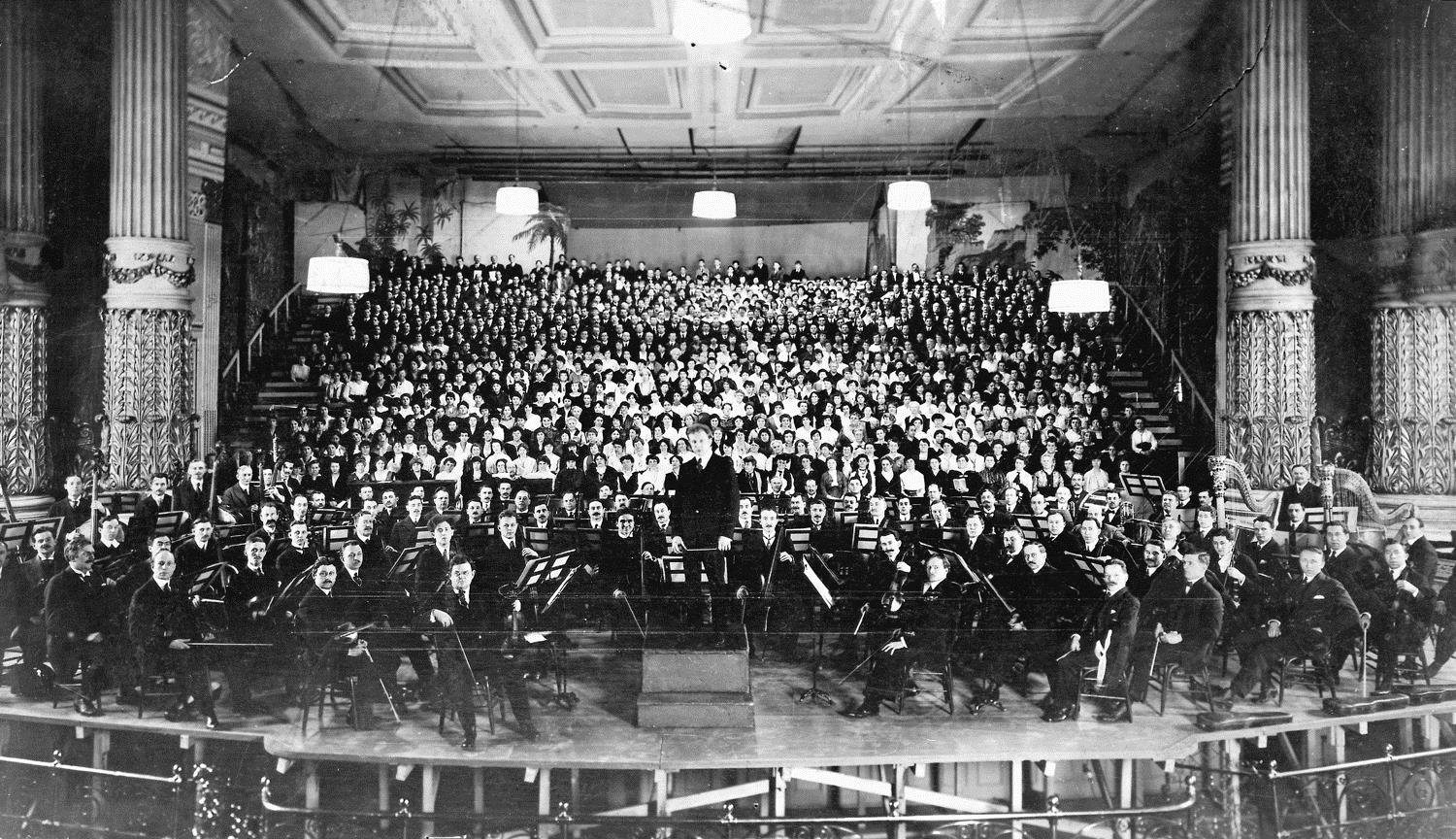

A orquestra foi fundada em 1900 por Fritz Scheel, que também serviu como o primeiro Maestro. A orquestra começou como um pequeno grupo de músicos comandados pelo pianista F. Cresson Schell (1857-1942).
Em fevereiro de 1907, Leandro Campanari tomou o posto de Maestro Interino por um curto período de tempo, durante o período em que Scheel ficou doente e após sua morte. Um flautista da orquestra, August Rodemann, que chegou a orquestra antes de Campanari, começou a sabotar as performances da orquestra e foi retirado da orquestra com desonra.
Em 1097, Karl Pohlig tornou-se Diretor Musical e serviu até 1912. Ninguém da orquestra gostava dele, mas não encontraram nenhum outro maesto no momento. Finalmente, eles cancelaram o contrato com Pohling, dando-lhe um ano de salário de indenização.
Em 1912, Leopold Stokowski tornou-se Diretor Musical e trouxe para a orquestra uma notoriedade nacional. Com ele, a orquestra adquiriu uma grande reputação e desenvolveu o que é conhecido como "Som da Filadélfia". Stokowski deixou a orquestra em 1941 e não retornou como convidado por 20 anos.
Em 1936, Eugene Ormandy uniu-se à organização e tornou-se o Maestro Residente com Stokowski até 1938. Permaneceu na orquestra por 44 anos e tornou-se Maestro Laureado. Ormandy conduziu inúmeras gravações e conduziu-a na histórica turnê de 1973 pela República Popular da China, sendo a primeira orquestra ocidental a visitar o país durante décadas. Ele tornou-se renomado na China e retornou por mais três bem sucedidades turnês.
Riccardo Muti tornou-se o Maestro Convidado Residente da orquestra na década de 1970 e tormou a posição de Diretor Musical com a saída de Ormandy, em 1980, servindo até 1992. Suas gravações incluem as sinfonias de Ludwig van Beethoven, Johannes Brahms, e Alexander Scriabin, para a EMI e Philips.
Wolfgang Sawallisch sucedeu Muti como Diretor Musical de 1993 a 2003. Ele fez uma série de gravações com trabalhos de Robert Schumann, Richard Strauss e Richard Wagner, entre outros compositores, para a EMI. Entretanto, a orquestra perdeu o contrato de gravações com a EMI nesse período, e ele conduziu a orquestra em uma greve que duzou 64 dias, em 1996. No fim da temporada com Sawallisch, a orquestra auto-produziu gravações das sinfônias de Schumann, com Sawallisch conduzindo. Em 2003, Sawallisch foi nomeado o Maestro Laureado da orquestra.
Em 2003, Christoph Eschenbach tornou-se o Diretor Musical. Houve algumas controvérsias nessa nomeação, pois faziam mais de quatro anos que Eschenbach não conduzia a orquestra e percebia-se a falta de química entre o maestro e os músicos. Com Eschenbach a orquestra voltou a fazer gravações com a Ondine, entretanto, em outubro de 2006, Eschenbach e a orquestra anunciaram que seu contrato terminaria em 2008, em um total de cinco anos, sendo o maestro a ficar menos tempo no posto de Diretor Musical, na Filadélfia, ao lado de Pohling.
Em fevereiro de 2007 a orquestra nomeou Charles Dutoit para o posto de Maestro Residente e Conselheiro Artístico por quatro temporadas, começando no outono de 2008, indo até a temporada 2011/12. Essa mudança foi feita para providenciar uma ponte artística, enquanto a orquestra procurava o seu oitavo Diretor Musical.

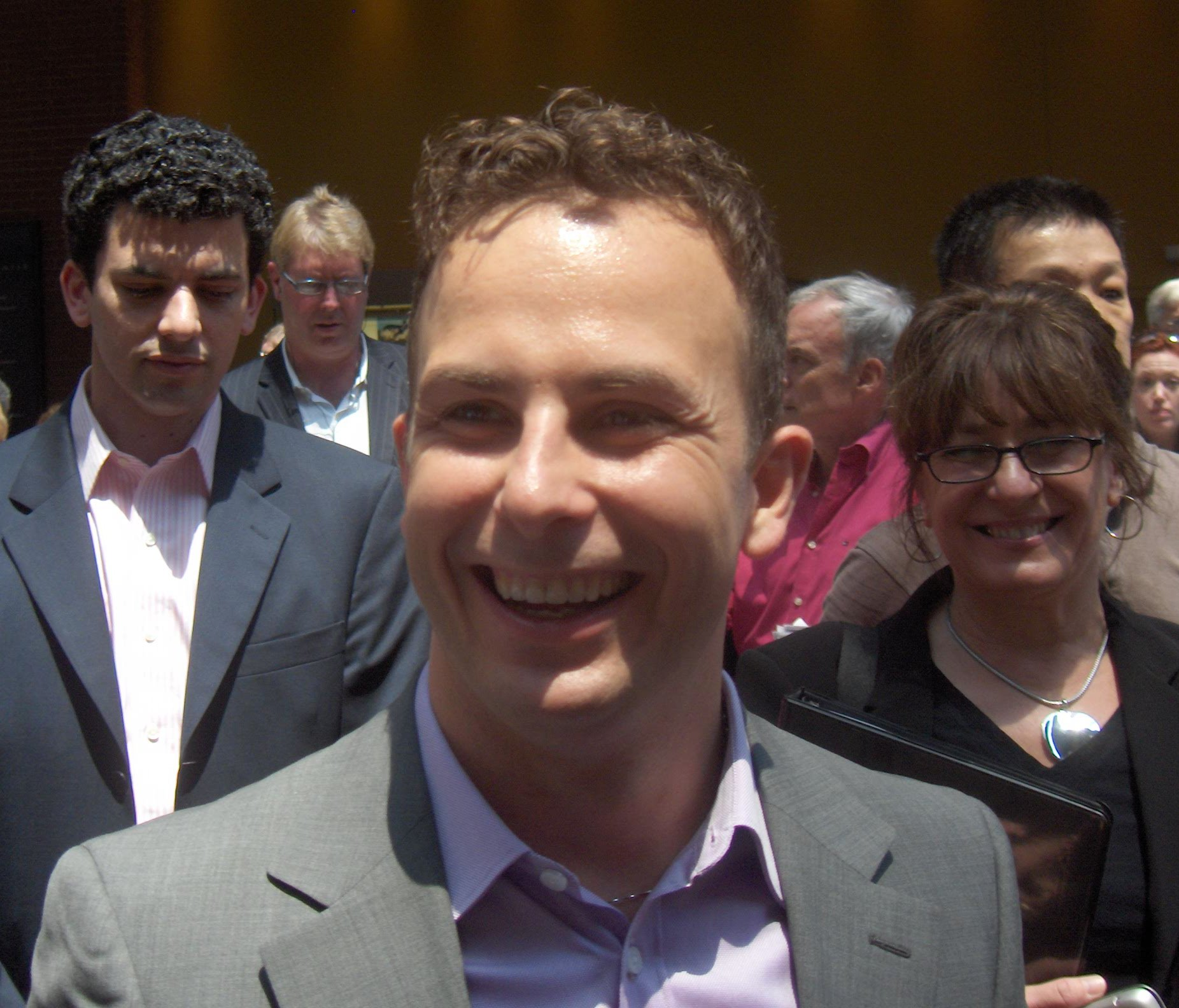
Atual Diretor Musical, Yannick Nézet-Séguin

Em dezembro de 2008, com um convite de Dutoit, Yannick Nézet-Séguin fez sua primeira aparição na orquestra como maestro. Retornou para uma segunda série de concertos em dezembro de 2009. Em junho de 2010, Nézet-Séguin foi nomeado o oitavo Diretor Musical da orquestra, efetivado na temporada 2012/13. Imediatamente assumiu o posto de Diretor Musical Designado.

## Diretores Musicais
| - 1900-1907 Fritz Scheel - 1908-1912 Karl Pohlig - 1912-1938 Leopold Stokowski - 1936-1980 Eugene Ormandy - 1980-1992 Riccardo Muti | - 1993-2003 Wolfgang Sawallisch - 2003-2008 Christoph Eschenbach - 2008–present Charles Dutoit - 2010–present Yannick Nézet-Séguin |

## Actualidade
Em Abril de 2011, a orquestra declarou falência.
Apesar de tudo a programação não é afectada, pois a orquestra está protegida pela lei de falências que permite que uma empresa em dificuldades financeiras continue a funcionar normalmente enquanto procura um acordo com os credores.
Entre os vários fatores que contribuíram para as dificuldades da orquestra estão a quebra na venda de bilhetes e de doações assim como os custos operacionais com pessoal, apesar de terem sido efectuados cortes de salários.
A orquestra vai lançar em breve uma campanha para arrecadar 214 milhões de dólares.